# Monika Kørra
Monika Kørra (n. 5 de Setembro de 1989) é uma autora norueguesa e ex  atleta de Løten.

## Carreira
Em 2008, ganhou a medalha de bronze na prova de 3000 metros nos campeonatos noruegueses representando o clube norueguês Friidrettsklubben Ren-Eng. Ela também competiu nos 3000 metros com obstáculos no Campeonato Mundial Júnior de Atletismo de 2008, terminando em décimo segundo em sua corrida não conseguindo atingir a final.

## Autoria
Kørra ganhou uma bolsa de estudos esportiva em Universidade Metodista Meridional em Dallas, Texas. Em 5 de dezembro de 2009, foi raptada, assaltada e estuprada por três homens que viviam ilegalmente nos Estados Unidos. Arturo Arevalo e Alfonso Zuniga receberam sentenças de prisão perpétuda, enquanto o terceiro, Luis Zuniga, foi condenado a 25 anos de cadeia. Em vez de ficar em silêncio sobre sua provação, ela preferiu apresentar a sua história e, em 2015, ela escreveu um livro em inglês intitulado Kill the Silence declarando isso "It's not what happens to you, but how you respond to it that matters." Em seu livro, ela detalha como ela perdoou seus autores dizendo a eles"Não os odeio; Odeio o que fizeram comigo. Dois deles até choraram ... Isso realmente significou muito para mim porque então eu vi que ainda tinha algo de bom no coração de todos." Ela se formou em Universidade Metodista do Sul.

Em 2012, fundou a Fundação Mona Kørra dedicada à conscientização sobre a predomínio e os efeitos da agressão sexual e a proporcionar um local de cura para as vítimas. Ela apareceu na mídia nos Estados Unidos e na Noruega, incluindo como convidado no programa de TV  Skavlan em 9 de Outubro, de 2015. Em 2009, Kørra foi premiado com o Prêmio de Perseverança da SMU em atletismo por sua coragem. Em 2012, recebeu o Prêmio Wilma Rudolph Student Athlete Achievement Award.